# Оберрордорф
Оберрордорф (нім. Oberrohrdorf) — громада  в Швейцарії в кантоні Ааргау, округ Баден.

## Географія
Громада розташована на відстані близько 85 км на північний схід від Берна, 21 км на схід від Аарау.
Оберрордорф має площу 4,3 км², з яких на 22% дозволяється будівництво (житлове та будівництво доріг), 40% використовуються в сільськогосподарських цілях, 38% зайнято лісами, 0% не є продуктивними (річки, льодовики або гори).

## Демографія
2019 року в громаді мешкало 4080 осіб (+4,6% порівняно з 2010 роком), іноземців було 17,5%. Густота населення становила 949 осіб/км².
За віковим діапазоном населення розподілялося таким чином: 18% — особи молодші 20 років, 58,3% — особи у віці 20—64 років, 23,7% — особи у віці 65 років та старші. Було 1826 помешкань (у середньому 2,2 особи в помешканні).
Із загальної кількості 808 працюючих 16 було зайнятих в первинному секторі, 158 — в обробній промисловості, 634 — в галузі послуг.